# Alopecosa albofasciata
Alopecosa albofasciata là một loài nhện trong họ Lycosidae.
Loài này thuộc chi Alopecosa. Alopecosa albofasciata được Brullé miêu tả năm 1832.

## Hình ảnh

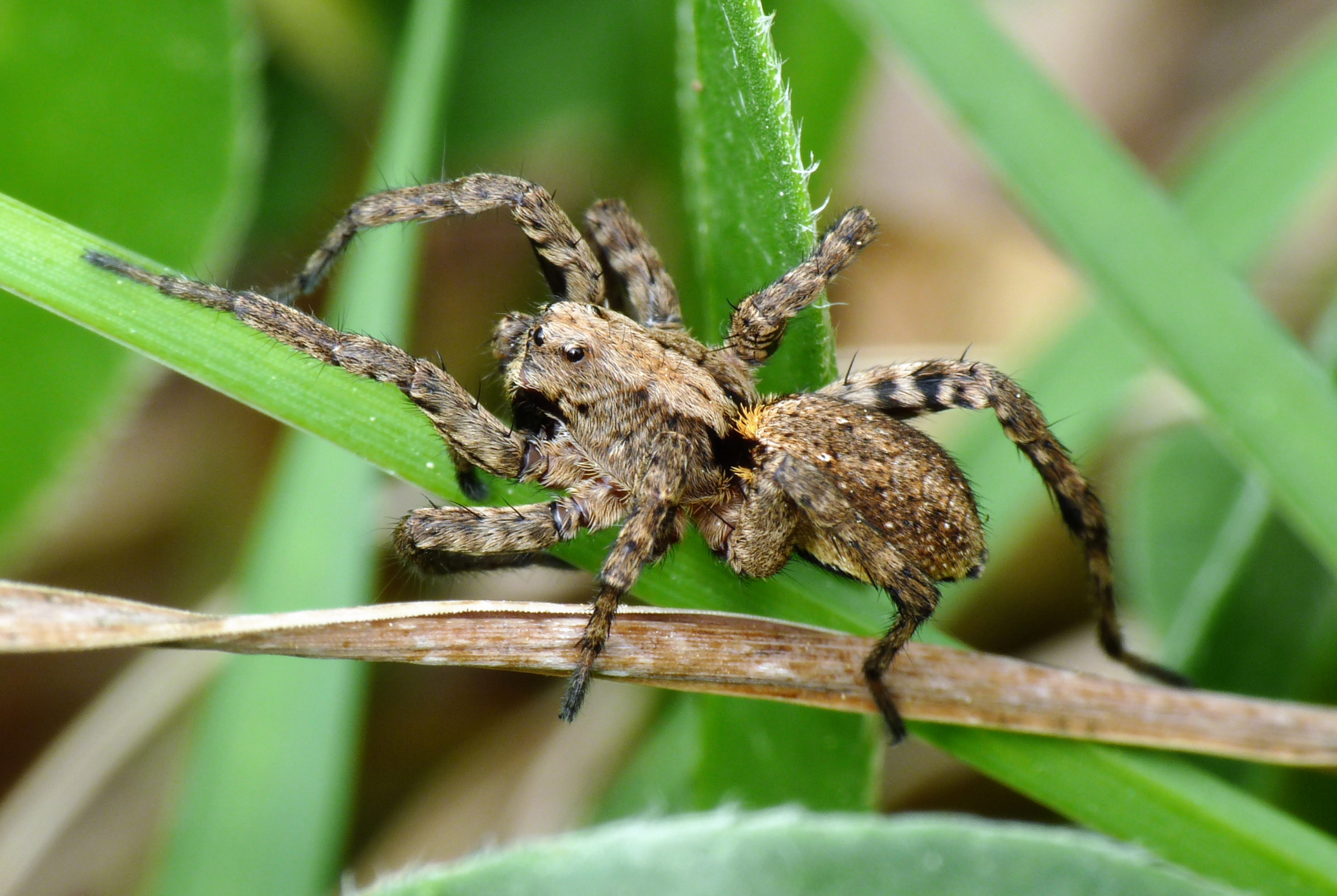